# SS La Touraine
O SS La Touraine foi um navio de passageiros francês que navegou para a Compagnie Générale Transatlantique de 1890 a 1922. Construído na França em 1891, ele operou principalmente no serviço transatlântico no Atlântico Norte. O navio foi desmantelado em Dunquerque em outubro de 1923.

## Descrição
La Touraine foi construído pelos estaleiros da Chantiers de Penhoët em Saint-Nazaire e lançado ao mar em 21 de março de 1890. Construído a fim de operar entre a França e Nova Iorque, ele era o quinto maior navio do mundo no momento do seu lançamento, precedido pelo SS Great Eastern, SS City of Paris, SS City of New York, RMS Majestic e RMS Teutonic. Ele possuía uma arqueação bruta de 8.893 toneladas, media 158.55 metros de comprimento entre perpendiculares e tinha 17.07 metros de largura. Foi equipado com dois motores a vapor de tripla expansão que moviam duas hélices, dando-lhe uma velocidade média de 19 nós (35 km/h), sendo equipado também com duas chaminés e quatro mastros.
O La Touraine foi inicialmente equipado com acomodações para 392 passageiros de primeira classe, 98 de segunda classe e 600 de terceira classe.

## Histórico operacional

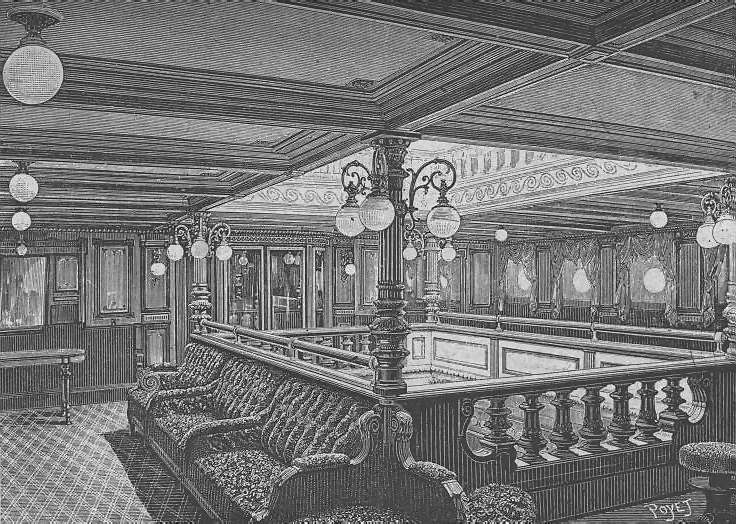
Interior do navio

O La Touraine iniciou sua viagem inaugural em 20 de junho de 1891, partindo de Le Havre com destino a Nova Iorque em uma travessia que durou apenas seis dias, dezessete horas e trinta minutos. Durante uma travessia transatlântica em julho de 1892, ele alcançou uma velocidade recorde de 21.2 nós, embora nunca tenha sido um recordista da Flâmula Azul.
Em 2 de março de 1900, o La Touraine atropelou um veleiro de Brixham, Devon, no Canal da Mancha, próximo ao Farol de Eddystone. Todos os cinco tripulantes a bordo do veleiro morreram.
De novembro de 1900 a janeiro de 1902, o La Touraine passou por uma reforma em Saint-Nazaire. Seus motores foram reformados, quilhas foram instaladas e dois mastros foram removidos. As quilhas ajudaram a estabilizar ainda mais o navio. Como resultado, dizia-se que o La Touraine era "tão suave quanto um ferro sobre um pano de linho". Sua capacidade de passageiros de terceira classe foi aumentada para 1.000. Em 21 de janeiro de 1903, a embarcação foi danificada por um incêndio em Le Havre, que destruiu sua grande escadaria, a sala de jantar de primeira classe e suas cabines de luxo, todas reconstruídas mais tarde. Em 1910, sua capacidade de passageiros foi reduzida, acomodando 69 passageiros de primeira classe, 263 de segunda classe e 686 de terceira classe. Em 12 de abril de 1912, durante uma viagem transatlântica, o La Touraine foi um dos vários navios que relataram gelos ao RMS Titanic pouco antes da famosa colisão do navio com um iceberg.

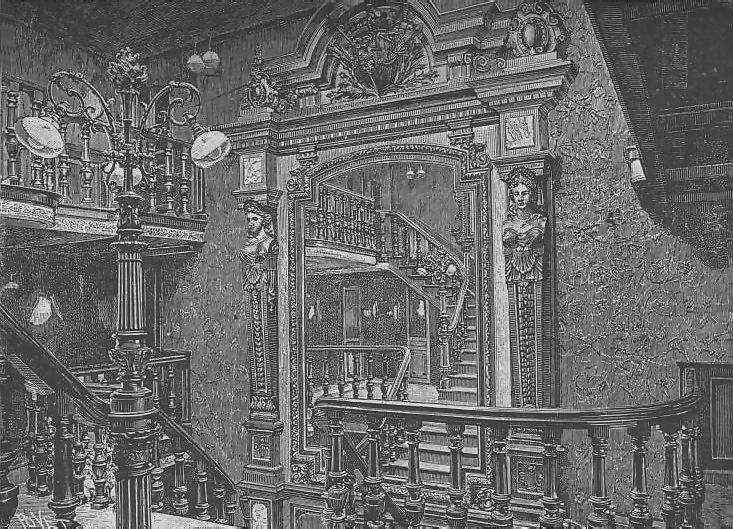
Grande Escadaria do La Touraine

Em maio de 1913, ele começou a operar de Le Havre para Montreal via Quebec, levando apenas passageiros de segunda e terceira classe. Em outubro do mesmo ano, ainda nesta rota, ele foi um dos dez transatlânticos que vieram ao resgate do navio Volturno, que havia pegado fogo. Durante os esforços de resgate, o La Touraine chegou a ficar 4.5 m de colisão com o Kroonland, que também participava da tentativa de resgate.
Com a eclosão da Primeira Guerra Mundial, o governo francês assumiu muitos dos navios da CGT - incluindo o La Touraine - para uma variedade de tarefas.
Mais tarde, a CGT transferiu sua base de operações para Bordeaux; o La Touraine passou a operar entre Bordeaux - Nova Iorque, permanecendo nessa rota até setembro de 1919, quando o fim da guerra permitiu sua retomada a Le Havre. Depois de retomar o serviço entre Le Havre - Nova Iorque, a embarcação fez sua última viagem em setembro de 1922. O navio foi posteriormente vendido e desmantelado em Dunquerque em outubro de 1923.